# Padasastra
Padasastra is een geslacht van wantsen uit de familie van de Reduviidae (Roofwantsen). Het geslacht werd voor het eerst wetenschappelijk beschreven door André Villiers in 1948.

## Soorten
Het genus bevat de volgende soorten:

- Padasastra armirostris Villiers, 1948
- Padasastra bruniqueli Villiers, 1966